# Коко-ді Коко-да

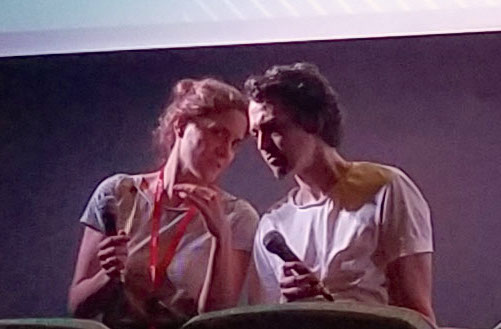
Йоганнес Ніхольм (праворуч) представляє фільм «Коко-ді Коко-да» на Міжнародному фестивалі незалежного кіно в Буенос-Айресі 2019.

Коко-ді Коко-да — міжнародний сюрреалістичний темний фентезійний психологічний фільм жахів, знятий у міжнародному спільному виробництві у 2019 році, режисером, продюсером і сценаристом якого є Йоганнес Нюхольм. У фільмі розповідається історія подружжя, яке вирушає в похід у ліс, щоб врятувати свій шлюб. Події відбуваються після трагічної смерті їхньої доньки на її восьмий день народження під час відпустки в Данії три роки тому. Вони опиняються в часовій петлі, де наявні тортури, образлива лялька та сюрреалістичні мрії від рук групи ворогуючих персонажів дитячих віршів, зображених на музичній скриньці, яку вони придбали для своєї доньки як подарунок на день народження перед її смертю та днем народження. Подружжя мають знайти спосіб вилікувати свій зруйнований шлюб, подолати своє горе та уникнути жахливої петлі часу тортур і вбивств.

## Сюжет
Шведська пара Тобіас та Елін обожнюють свою єдину дочку Майю. На її восьмий день народження вони купують їй музичну скриньку із зображенням трьох героїв дитячих віршів. Однак під час їх відпустки в Скагені, Данія, на день народження Майї, Елін відправляють до лікарні через алергічну реакцію на молюсків з її піци з мідіями, яку вона спожила за обідом. Далі слідує раптова смерть Майї в день її народження уві сні. Уражений горем шлюб Тобіаса та Елін починає псуватися.
Через три роки у Швеції Тобіас та Елін вирушають у похід на відпочинок. Протягом усієї подорожі вони постійно сваряться. З настанням ночі подружжю не вдається знайти кемпінг, де вони мали намір зупинитися, і, незважаючи на протести Елін, Тобіас розбиває табір у лісистій місцевості на узбіччі дороги. Рано вранці Елін виходить з намету, щоб помочитися, і до неї звертаються троє людей, які нагадують персонажів дитячих віршів із музичної шкатулки Майї: веселий і гостро одягнений лідер Мог, незграбний і тваринний Сампо, який взагалі несе мертвого білого пса, і стоїчна, відьомська Вишня. Вони мучать Елін, а Тобіас спостерігає з намету, не знаючи, що робити, і зрештою обох убивають.
Тобіас та Елін незрозумілим чином знову прокидаються, причому Елін не пам'ятає попередніх подій, а Тобіас вважає, що це лише сон. Коли Елін залишає намет, вони знову стикаються з дивним тріо і знову гинуть. Коли цикл повторюється, Тобіас починає розуміти, що вони потрапили в часову петлю, і намагається втекти різними способами з кожним новим циклом, щоб кожного разу бути вбитим і пробудженим. Зрештою починається петля, в якій Елін прокидається, а Тобіаса немає, і стикається з їхньою розбитою машиною, а Тобіаса ніде немає. Елін заходить у будівлю, де троє героїв грають для неї гру тіней; у двох кроликів-батьків дитина помирає, і кролики-батьки згодом розлучаються через своє горе.
Коли починається чергова петля, Тобіас прокидається в паніці та тягне Елін до машини для ще однієї спроби втекти. Вони збивають і вбивають собаку, схожу на мертву собаку тріо, і розбивають свою машину в кюветі. У розпачі Тобіас і Елін втішають одне одного. Їхня доля залишається неоднозначною, але мається на увазі, що завдяки любові та прийняттю спільного горя вони уникли петлі часу.

## Акторський склад
- Лейф Едлунд — Тобіас
- Ілва Галлон — Елін
- Катаріна Якобсон — Мая
- Пітер Беллі — Мог
- Морад Балу Хачадорян — Сампо
- Бренді Літманен — Черрі

## Поширення
Фільм «Коко-ді-Коко-да» був показаний у секції World Cinema Dramatic Competition на кінофестивалі Sundance 2019.

## Рецензії

### Критична відповідь
На агрегаторі відгуків Rotten Tomatoes рейтинг схвалення «Коко-ді-Коко-да» становить 80 % на основі 61 відгуку та середній рейтинг 6.2/10. Його консенсус гласить: «Використовуючи ефектно моторошну обстановку та оманливо ухтлений підхід, „Коко-ді-Коко-да“ спостерігає за довгим хвістом горя, що викликає страх».

## Послилання
1. ↑  Fantastic Fest 2019 Interview: Writer/Director Johannes Nyholm on the Dreamy Surrealism of KOKO-DI KOKO-DA. Daily Dead. 1 жовтня 2019.
2. ↑  'Koko-di Koko-da' Review: Trapped in a twisted fairy tale. 20 лютого 2019.
3. ↑  Sundance Unveils Politics-Heavy Lineup Featuring Ocasio-Cortez Doc, Feinstein Drama. The Hollywood Reporter. 28 листопада 2018. Процитовано 17 січня 2019.
4. ↑  Koko-di Koko-da. Rotten Tomatoes. Fandango. Процитовано Шаблон:RT data.